# Resultados do Carnaval de Taubaté
Resultados do Carnaval de Taubaté.

## 1974
| Colocação | Escola            | Ref.  |
| --------- | ----------------- | ----- |
| 1º        | Boêmios da Estiva | [ 1 ] |

## 1975
| Colocação | Escola                             | Pontos | Nota | Ref.  |
| --------- | ---------------------------------- | ------ | ---- | ----- |
| 1º        | Império do Morro                   | 1002   |      | [ 2 ] |
| 2º        | Embaixada da Vila São José         | 1972   |      |       |
| 3º        | Acadêmicos do Chafariz             | 934    |      |       |
| 4º        | Boêmios da Estiva                  | 811    |      |       |
| 5º        | Mocidade Unida da Vila IAPI        | 582    |      |       |
| 6º        | Mocidade Alegre da Vila das Graças | 582    |      |       |

## 1977
| Colocação | Escola                             | Pontos | Nota | Ref. |
| --------- | ---------------------------------- | ------ | ---- | ---- |
| 1º        | Embaixada da Vila São José         | 91     |      |      |
| 2º        | Boêmios da Estiva                  | 82     |      |      |
| 3º        | Mocidade Unida                     | 81     |      |      |
| 4º        | Acadêmicos do Chafariz             | 81     |      |      |
| 5º        | Império do Morro                   | 81     |      |      |
| 6º        | Mocidade Alegre da Vila das Graças | 64     |      |      |
| 7º        | Independente do Areão              | 61     |      |      |

## 1978
| Colocação | Escola                             | Pontos | Nota   | Ref.  |
| --------- | ---------------------------------- | ------ | ------ | ----- |
| 1º        | Embaixada da Vila São José         | 90     | Campeã | [ 3 ] |
| 2º        | Mocidade Alegre da Vila das Graças | 83     |        |       |
| 3º        | Boêmios da Estiva                  | 77     |        |       |
| 4º        | Império do Morro                   | 73     |        |       |
| 5º        | Independente do Areão              | 68     |        |       |
| 6º        | Acadêmicos do Chafariz             | 65     |        |       |
| 7º        | Mocidade Unida da Monção           | 56     |        |       |

## 1980
| Grupo Especial            |                                           |        |         |       |
| Colocação                 | Escola                                    | Pontos | Nota    | Ref.  |
| 1º                        | Mocidade Alegre da Vila das Graças        | 77     | Campeã  | [ 4 ] |
| 2º                        | Embaixada da Vila São José                | 70     |         |       |
| 3º                        | Acadêmicos do Chafariz                    | 69     |         |       |
| 4º                        | Boêmios da Estiva                         | 66     |         |       |
| 5º                        | Sociedade Independente do Areão           | 65     |         |       |
| 6º                        | Mocidade Unida                            | 60     |         |       |
| 7º                        | Império do Morro                          | 52     |         |       |
| 8º                        | Jardim Baroneza                           | 48     |         |       |
| colspan="5"!Segundo Grupo |                                           |        |         |       |
| Colocação                 | Escola                                    | Pontos | Nota    | Ref.  |
| 1º                        | Democratas Amigos Unidos da Independência | 78     | Campeão |       |
| 2º                        | Acadêmicos da Santa Fé                    | 65     |         |       |
| 3º                        | Boêmios do Morro                          | 60     |         |       |

## 1981
| Grupo Especial            |                                    |        |         |       |
| Colocação                 | Escola                             | Pontos | Nota    | Ref.  |
| 1º                        | Mocidade Alegre da Vila das Graças | 88     | Campeã  | [ 5 ] |
| 2º                        | Embaixada da Vila São José         | 86     |         |       |
| 3º                        | Democratas da Independência        | 83     |         |       |
| 4º                        | Acadêmicos do Chafariz             | 80     |         |       |
| 5º                        | Boêmios da Estiva                  | 78     |         |       |
| 6º                        | Império do Morro                   | 69     |         |       |
| 7º                        | Sociedade Independente do Areão    |        |         |       |
| 8º                        | Mocidade Unida da Vila IAPI        |        |         |       |
| colspan="5"!Segundo grupo |                                    |        |         |       |
| Colocação                 | Escola                             | Pontos | Nota    | Ref.  |
| 1º                        | Acadêmicos da Santa Fé             |        | Campeão |       |
| 2º                        | Escola de Samba Jardim Baroneza    |        |         |       |
| 3º                        | Alto São Pedro                     |        |         |       |

## 1982
| Colocação | Escola                 | Ref.  |
| --------- | ---------------------- | ----- |
| 1º        | Acadêmicos do Chafariz | [ 6 ] |

## 1983
| Colocação | Escola                                    | Ref.  |
| --------- | ----------------------------------------- | ----- |
| 1º        | Mocidade Alegre da Vila das Graças        | [ 4 ] |
| 2º        | Embaixada da Vila São José                |       |
| 3º        | Democratas Amigos Unidos da Independência |       |
| 4º        | Acadêmicos do Chafariz                    |       |
| 5º        | Boêmios da Estiva                         |       |
| 6º        | Vila São Geraldo                          |       |
| 7º        | Areão                                     |       |
| 8º        | Boêmios do Morro                          |       |

## 1984
| Grupo Especial            |                                                    |        |         |       |
| Colocação                 | Escola                                             | Pontos | Nota    | Ref.  |
| 1º                        | Democrata Amigos Unidos do Bairro da Independência | 91     | Campeã  | [ 7 ] |
| 2º                        | Embaixada da Vila São José                         | 88     |         |       |
| 3º                        | Boêmios da Estiva                                  | 86     |         |       |
| 4º                        | Mocidade Alegre da Vila das Graças                 | 85     |         |       |
| 5º                        | Jardim Baronesa                                    |        |         |       |
| colspan="5"!Segundo Grupo |                                                    |        |         |       |
| Colocação                 | Escola                                             | Pontos | Nota    | Ref.  |
| 1º                        | Mocidade Unida da Vila IAPI                        | 91     | Campeão |       |
| 2º                        | Boêmios do Alto São Pedro                          | 60     |         |       |

## 1985
| Colocação | Escola                 | Ref.  |
| --------- | ---------------------- | ----- |
| 1º        | Acadêmicos do Chafariz | [ 6 ] |

## 1986
- Não foi realizado.

## 1987
| Colocação | Escola                               | Ref. |
| --------- | ------------------------------------ | ---- |
| 1º        | Mocidade Unida da Vila IAPI          |      |
| 2º        | Vila São Geraldo                     |      |
| 3º        | Boêmios do Morro                     |      |
| 4º        | Boêmios da Estiva                    |      |
| 5º        | União da Juventude da Vila Aparecida |      |

## 1989
| Colocação | Escola                               | Ref.  |
| --------- | ------------------------------------ | ----- |
| 1º        | Acadêmicos do Chafariz               | [ 6 ] |
| 2º        | União da Juventude da Vila Aparecida |       |
| 3º        | Boêmios da Estiva                    |       |
| 4º        | Boêmios do Morro                     |       |

## 1990
| Grupo Especial |                                           |        |        |       |
| Colocação      | Escola                                    | Pontos | Nota   | Ref.  |
| 1º             | Império e Boêmios da Estiva               | 107    | Campeã | [ 8 ] |
| 2º             | Acadêmicos do Chafariz                    | 105    |        |       |
| 3º             | Democratas Amigos Unidos da Independência | 104    |        |       |
| 4º             | Unidos da Vila São José                   | 103    |        |       |
| 5º             | Boêmios da Estiva                         | 99     |        |       |

## 1991
| Colocação | Escola                                    | Ref. |
| --------- | ----------------------------------------- | ---- |
| 1º        | Embaixada da Vila São José                |      |
| 2º        | Democratas Amigos Unidos da Independência |      |
| 3º        | Boêmios do Morro                          |      |
| 4º        | Boêmios da Estiva                         |      |
| 5º        | Acadêmicos da Santa Fé                    |      |
| 6º        | União da Juventude da Vila Aparecida      |      |

## 1992
| Colocação | Escola                                    | Ref. |
| --------- | ----------------------------------------- | ---- |
| 1º        | Democratas Amigos Unidos da Independência |      |
| 2º        | Acadêmicos do Chafariz                    |      |
| 3º        | Boêmios do Morro                          |      |
| 4º        | União da Juventude da Vila Aparecida      |      |
| 5º        | Embaixada da Vila São José                |      |

## 1995
| Colocação | Escola                                | Pontos | Nota | Ref.  |
| --------- | ------------------------------------- | ------ | ---- | ----- |
| 1º        | Acadêmicos do Chafariz                | 98     |      | [ 9 ] |
| 2º        | Boêmios da Estiva                     | 97     |      | [ 9 ] |
| 3º        | Unidos da Vila São José               | 96     |      | [ 9 ] |
| 4º        | Unidos do Parque Aeroporto            | 87     |      | [ 9 ] |
| 5º        | Sociedade Independente do Areão       | 77     |      |       |
| 6º        | Unidos da Juventude da Vila Aparecida | 67     |      |       |
| 7º        | Unidos da Jaraflor                    | 64     |      |       |

## 1996
| Colocação | Escola            | Ref.  |
| --------- | ----------------- | ----- |
| 1º        | Boêmios da Estiva | [ 1 ] |

## 1998
| Colocação | Escola            | Ref.  |
| --------- | ----------------- | ----- |
| 1º        | Boêmios da Estiva | [ 1 ] |

## 2001
Desfile sem competição.

## 2002
| Colocação | Escola                             | Ref.  |
| --------- | ---------------------------------- | ----- |
| 1º        | Mocidade Alegre da Vila das Graças | [ 4 ] |

## 2003
| Colocação | Escola                             | Ref.  |
| --------- | ---------------------------------- | ----- |
| 1º        | Mocidade Alegre da Vila das Graças | [ 4 ] |

## 2004
| Colocação | Escola                          | Ref.  |
| --------- | ------------------------------- | ----- |
| 1º        | Boêmios da Estiva               | [ 1 ] |
| 5º        | Sociedade Independente do Areão |       |

## 2005
| Colocação | Escola            | Ref.  |
| --------- | ----------------- | ----- |
| 1º        | Boêmios da Estiva | [ 1 ] |

## 2006
| Colocação | Escola                             | Pontos | Ref.   |
| --------- | ---------------------------------- | ------ | ------ |
| 1º        | Mocidade Alegre da Vila das Graças | 99     | [ 11 ] |
| 2º        | Acadêmicos do Chafariz             | 96     | [ 11 ] |
| 3º        | Boêmios da Estiva                  | 93     | [ 11 ] |
| 4º        | Unidos do Parque Aeroporto         | 90     | [ 11 ] |
| 5º        | Acadêmicos da Santa Fé             | 87     | [ 11 ] |
| 6º        | Mocidade X Taubateana              | 84     | [ 11 ] |
| 7º        | Unidos do Jaraflor                 | 69     | [ 11 ] |

## 2007
| Colocação | Escola            | Ref.  |
| --------- | ----------------- | ----- |
| 1º        | Boêmios da Estiva | [ 1 ] |

## 2008
| Grupo Especial |                   |       |
| Colocação      | Escola            | Ref.  |
| 1º             | Boêmios da Estiva | [ 1 ] |

## 2009
| Grupo Especial  |                                    |        |           |                      |
| Colocação       | Escola                             | Pontos | Nota      | Ref.                 |
| 1º              | Embaixada da Vila São José         | 197,5  |           | [ 12 ] [ 13 ]        |
| 2º              | Boêmios da Estiva                  | 197    |           | [ 12 ] [ 13 ]        |
| 3º              | Mocidade Alegre da Vila das Graças | 195    |           | [ 13 ]               |
| 4º              | Acadêmicos do Chafariz             | 187    |           | [ 13 ]               |
| 5º              | Vai Quem Quer                      | 175,5  |           | [ 13 ]               |
| 6º              | X9 Taubateana                      | 156    | Rebaixada | [ 12 ] [ 13 ]        |
| Grupo de acesso |                                    |        |           |                      |
| Colocação       | Escola                             | Pontos | Nota      | Ref.                 |
| 1º              | Unidos do Parque Aeroporto         | 95     | Promovida | [ 12 ] [ 13 ] [ 14 ] |
| 2º              | Unidos do Jaraflor                 | 87,5   |           | [ 13 ]               |
| 3º              | Acadêmicos da Santa Fé             | 83     |           | [ 13 ]               |

## 2010
| Grupo Especial  |                                    |        |           |               |
| Colocação       | Escola                             | Pontos | Nota      | Ref.          |
| 1º              | Mocidade Alegre da Vila das Graças | 196    |           | [ 4 ] [ 15 ]  |
| 2º              | Acadêmicos do Chafariz             | 194,5  |           | [ 15 ]        |
| 3º              | Unidos do Parque Aeroporto         | 189    |           | [ 15 ]        |
| 4º              | Boêmios da Estiva                  | 185    |           | [ 15 ]        |
| 5º              | Vai Quem Quer                      | 176    | Rebaixada | [ 15 ]        |
| Grupo de acesso |                                    |        |           |               |
| Colocação       | Escola                             | Pontos | Nota      | Ref.          |
| 1º              | Boêmios do Morro                   | 87,5   | Promovida | [ 15 ] [ 16 ] |
| 2º              | Acadêmicos da Santa Fé             | 82     |           | [ 15 ]        |
| 3º              | Unidos do Jaraflor                 | 74,5   |           | [ 15 ]        |
| 4º              | Baronesa                           | 57,5   |           | [ 15 ]        |

## 2011
| Grupo Especial  |                                    |        |           |              |
| Colocação       | Escola                             | Pontos | Nota      | Ref.         |
| 1º              | Mocidade Alegre da Vila das Graças | 194,2  |           | [ 4 ] [ 17 ] |
| 2º              | Acadêmicos do Chafariz             | 193,2  |           | [ 17 ]       |
| 3º              | Boêmios da Estiva                  | 192,6  |           | [ 17 ]       |
| 4º              | Unidos do Parque Aeroporto         | 179,9  |           | [ 17 ]       |
| 5º              | Boêmios do Morro                   | 164,1  | Rebaixada | [ 17 ]       |
| Grupo de acesso |                                    |        |           |              |
| Colocação       | Escola                             | *      | Nota      | Ref.         |
| 1º              | Acadêmicos da Santa Fé             | *      | Promovida | [ 17 ]       |

## 2012
| Grupo Especial  |                                    |        |           |               |
| Colocação       | Escola                             | Ponto  | Nota      | Ref.          |
| 1º              | Boêmios da Estiva                  | 198,7  |           | [ 18 ] [ 19 ] |
| 2º              | Mocidade Alegre da Vila das Graças | 198,2  |           | [ 18 ] [ 19 ] |
| 3º              | Acadêmicos do Chafariz             | 196    |           | [ 18 ] [ 19 ] |
| 4º              | Acadêmicos da Santa Fé             | 190,7  |           | [ 18 ] [ 19 ] |
| 5º              | Unidos do Parque Aeroporto         | 187,5  | Rebaixada | [ 18 ] [ 19 ] |
| Grupo de acesso |                                    |        |           |               |
| Colocação       | Escola                             | Pontos | Nota      | Ref.          |
| 1º              | Boêmios do Morro                   | 93,7   | Promovida | [ 18 ] [ 19 ] |
| 2º              | Acadêmicos do Bonfim               | 92     |           | [ 19 ]        |
| 3º              | Unidos do Jaraflor                 | 64,5   |           | [ 19 ]        |

## 2013
| Grupo Especial  |                                    |        |           |        |
| Colocação       | Escola                             | Pontos | Nota      | Ref.   |
| 1º              | Boêmios da Estiva                  | 196,5  |           | [ 20 ] |
| 2º              | Acadêmicos da Santa Fé             | 193,2  |           | [ 20 ] |
| 3º              | Mocidade Alegre da Vila das Graças | 192,6  |           | [ 20 ] |
| 4º              | Boêmios do Morro                   | 189,9  |           | [ 20 ] |
| Grupo de acesso |                                    |        |           |        |
| Colocação       | Escola                             | *      | Nota      | Ref.   |
| 1º              | Acadêmicos do Bonfim               | *      | Promovida | [ 20 ] |

## 2014
| Grupo Especial  |                                    |        |           |        |
| Colocação       | Escola                             | Pontos | Nota      | Ref.   |
| 1º              | Boêmios da Estiva                  | 194,7  |           | [ 21 ] |
| 2º              | Acadêmicos da Santa Fé             | 183,9  |           | [ 21 ] |
| 3º              | Mocidade Alegre da Vila das Graças | 183,6  |           | [ 21 ] |
| 4º              | Boêmios do Morro                   |        |           |        |
| 5º              | Acadêmicos do Bonfim               | 164,9  | Rebaixada | [ 21 ] |
| Grupo de acesso |                                    |        |           |        |
| Colocação       | Escola                             | Pontos | Nota      | Ref.   |
| 1º              | Unidos do Parque Aeroporto         | 98,7   | Promovida | [ 21 ] |
| 2º              | Corintianos do Coração Taubateano  | 87,9   |           | [ 21 ] |

## 2015
| Grupo Especial  |                                    |        |              |               |
| Colocação       | Escola                             | Pontos | Nota         | Ref.          |
| 1º              | Mocidade Alegre da Vila das Graças | 197,3  |              | [ 22 ] [ 23 ] |
| 2º              | Acadêmicos da Santa Fé             | 196,2  |              | [ 22 ] [ 23 ] |
| 3º              | Boêmios da Estiva                  | 195,5  |              | [ 22 ] [ 23 ] |
| 4º              | Boêmios do Morro                   | *      |              | [ 22 ] [ 23 ] |
| 5º              | Unidos do Parque Aeroporto         | 184,2  | Rebaixada    | [ 22 ] [ 23 ] |
| Grupo de acesso |                                    |        |              |               |
| Colocação       | Escola                             | Pontos | Nota         | Ref.          |
| 1º              | Acadêmicos do Chafariz             | 95,4   | Promovida    | [ 22 ] [ 23 ] |
| *               | Unidos do Jaraflor                 | *      | Não desfilou | [ 22 ] [ 23 ] |

## 2016
| Grupo Especial  |                                    |        |              |        |
| Colocação       | Escola                             | Pontos | Nota         | Ref.   |
| 1º              | Boêmios da Estiva                  | 196,1  |              | [ 24 ] |
| 2º              | Mocidade Alegre da Vila das Graças | 196    |              | [ 24 ] |
| 3º              | Acadêmicos da Santa Fé             | 195,5  |              | [ 24 ] |
| 4º              | Boêmios do Morro                   | 180,2  | Rebaixada    | [ 24 ] |
| Grupo de acesso |                                    |        |              |        |
| Colocação       | Escola                             | Pontos | Nota         | Ref.   |
| 1º              | Unidos do Parque Aeroporto         | *      | Promovida    | [ 24 ] |
| *               | Acadêmicos do Bonfim               | *      | Não desfilou |        |

## 2017
| Grupo Especial  | Grupo Especial                     | Grupo Especial | Grupo Especial |
| Colocação       | Escola                             | Nota           | Ref.           |
| --------------- | ---------------------------------- | -------------- | -------------- |
| 1º              | Boêmios da Estiva                  |                | [ 25 ]         |
| 2º              | Unidos do Parque Aeroporto         |                | [ 25 ]         |
| 3º              | Mocidade Alegre da Vila das Graças |                | [ 25 ]         |
| 4º              | Acadêmicos da Santa Fé             | Rebaixada      | [ 25 ]         |
| Grupo de acesso |                                    |                |                |
| Colocação       | Escola                             | Nota           | Ref.           |
| 1º              | Boêmios do Morro                   | Promovida      | [ 25 ]         |

## 2018
| Grupo Especial  | Grupo Especial                     | Grupo Especial | Grupo Especial |
| Colocação       | Escola                             | Nota           | Ref.           |
| --------------- | ---------------------------------- | -------------- | -------------- |
| 1º              | Unidos do Parque Aeroporto         |                | [ 26 ]         |
| 2º              | Império Central da Mocidade Alegre |                | [ 26 ]         |
| 3º              | Boêmios da Estiva                  |                | [ 26 ]         |
| 4º              | Boêmios do Morro                   | Rebaixada      | [ 26 ]         |
| Grupo de acesso |                                    |                |                |
| Colocação       | Escola                             | Nota           | Ref.           |
| 1º              | Acadêmicos da Santa Fé             | Promovida      | [ 26 ]         |

## 2020
| Grupo Especial  | Grupo Especial             | Grupo Especial | Grupo Especial |
| Colocação       | Escola                     | Pontuação      | Ref.           |
| --------------- | -------------------------- | -------------- | -------------- |
| 1º              | Mocidade Alegre            | 198,2          | [ 27 ]         |
| 2º              | Boêmios da Estiva          | 198            | [ 27 ]         |
| 3º              | Unidos do Parque Aeroporto | 197,6          | [ 27 ]         |
| 4º              | Renascer da Vila           | 195,3 ▼        | [ 27 ]         |
| Grupo de acesso |                            |                |                |
| Colocação       | Escola                     | Pontuação      | Ref.           |
| 1º              | Imperatriz do Morro        |                | [ 27 ]         |